# باسنج
باسنج (به لاتین: Basenj) یک منطقهٔ مسکونی در افغانستان است که در ولسوالی درواز بالا واقع شده‌است.